# Tournoi de tennis de Rabat
Le Morocco Tennis Tour Rabat est un tournoi de tennis Challenger qui se déroule sur terre battue à Rabat.
Il fait partie du Morocco Tennis Tour qui regroupe plusieurs tournois Challenger au Maroc.

## Palmarès

### Simple
| Date       | Vainqueur             | Finaliste                | Score    |
| ---------- | --------------------- | ------------------------ | -------- |
| 19/03/2007 | Stefano Galvani       | Olivier Patience         | 6-1, 6-1 |
| 05/05/2008 | Thomaz Bellucci       | Martín Vassallo Argüello | 6-2, 6-2 |
| 09/03/2009 | Laurent Recouderc     | Santiago Ventura         | 6-0, 6-2 |
| 08/03/2010 | Rubén Ramírez Hidalgo | Marcel Granollers        | 6-4, 6-4 |
| 14/03/2011 | Ivo Minář             | Peter Luczak             | 7-5, 6-3 |
| 12/03/2012 | Martin Kližan         | Filippo Volandri         | 6-2, 6-3 |

### Double
| Date       | Vainqueurs                             | Finalistes                         | Score              |
| ---------- | -------------------------------------- | ---------------------------------- | ------------------ |
| 19/03/2007 | Yuri Schukin Orest Tereshchuk          | Peter Luczak Boris Pašanski        | 68-7, 7-64, [10-3] |
| 05/05/2008 | Guillermo García-López Mariano Hood    | Marc Fornell-Mestres Caio Zampieri | 6-3, 6-2           |
| 09/03/2009 | Rubén Ramírez Hidalgo Santiago Ventura | Michael Kohlmann Philipp Marx      | 6-4, 7-65          |
| 08/03/2010 | Daniele Bracciali Ilija Bozoljac       | Alexandr Dolgopolov Dmitri Sitak   | 6-4, 6-4           |
| 14/03/2011 | Alessio Di Mauro Simone Vagnozzi       | Evgeny Korolev Yuri Schukin        | 6-4, 6-4           |
| 12/03/2012 | Íñigo Cervantes Federico Delbonis      | Martin Kližan Stéphane Robert      | 63-7, 6-1, [10-5]  |